# オルガン交響曲
オルガン交響曲は、独奏オルガンのみで「オルガン・ソナタ」よりも規模が大きな交響曲的な響きを創り出すオルガン曲。ヴィエルヌやヴィドールの作品が知られており、特にヴィドールの第5番の終楽章「トッカータ」は、欧米では結婚式の際に使用されるなどして親しまれている。ソラブジは同じような意味で「ピアノ交響曲」も生み出している。

## 主な作曲家と作品
- ルイ・ヴィエルヌ
- シャルル＝マリー・ヴィドール
- シャルル・トゥルヌミール
- アレクサンドル・ギルマン
- カイホスルー・シャプルジ・ソラブジ
- エルフリーダ・アンドレー
- ミカエル・タリヴェルディエフ
- ジャン・ラングレー